# Campeonato Carioca de Futebol de 1994 - Terceira Divisão
O Campeonato Carioca da Terceira Divisão de 1994 foi uma edição da terceira divisão do campeonato estadual de futebol profissional do Rio de Janeiro. A competição foi organizada pela Federação de Futebol do Estado do Rio de Janeiro (FERJ).
Ao final dos jogos, sagrou-se campeão o Nova Iguaçu e vice-campeão o Goytacaz.

## Participantes
- América Futebol Clube (Três Rios) de Três Rios
- Atlético Clube Apollo de Arraial do Cabo
- Barra Futebol Clube de Teresópolis
- Barra da Tijuca Futebol Clube, do Rio de Janeiro
- Canto do Rio Futebol Clube, de Niterói
- Carapebus Esporte Clube, de Carapebus
- Céres Futebol Clube, do Rio de Janeiro
- União Esportiva Coelho da Rocha, de São João de Meriti
- Colégio Futebol Clube, do Rio de Janeiro
- Associação Atlética Colúmbia, de Duque de Caxias
- Duque de Caxias Futebol Clube, de Duque de Caxias
- Everest Atlético Clube, do Rio de Janeiro
- Goytacaz Futebol Clube, de Campos
- Heliópolis Atlético Clube, de Belford Roxo
- Esporte Clube Italva, de Italva
- Grêmio Esportivo Km 49, de Seropédica
- Esporte Clube Lucas, do Rio de Janeiro
- Nilópolis Futebol Clube, de Nilópolis
- Esporte Clube Nova Cidade, de Nilópolis
- Nova Iguaçu Futebol Clube, de Nova Iguaçu
- Opção Futebol Clube, do Rio de Janeiro
- Paduano Esporte Clube, de Santo Antônio de Pádua
- Pavunense Futebol Clube, do Rio de Janeiro
- Rio das Ostras Futebol Clube, de Rio das Ostras
- Rubro Social Esporte Clube, de Araruama
- Tomazinho Futebol Clube, de São João de Meriti
- Tupy Sport Club, de Paracambi
- União Macaé Esporte Clube, de Macaé